# Vereinigung der österreichischen Richterinnen und Richter
Die Vereinigung der österreichischen Richterinnen und Richter (RIV) ist ein berufsständischer Verein mit Sitz in Wien. Nach außen wird die Vereinigung von ihrem Präsidenten vertreten. Mitglieder der Vereinigung können alle österreichischen Richter des Dienst- und des Ruhestandes sowie alle österreichischen Richteramtsanwärter und Österreicher, die als Richter an internationalen oder supranationalen Gerichten ernannt sind, sein.

## Aufbau und Tätigkeitsfeld
Der Vorstand besteht aus der Präsidentin, drei Vizepräsidenten und weiteren achtzehn Vorstandsmitgliedern aus allen vier österreichischen Oberlandesgerichtssprengeln, die aus den Vereinsmitgliedern von der Hauptversammlung für vier Jahre gewählt werden, wobei eine zweimalige Wiederwahl zulässig ist. Die regionalen Interessen nehmen 16 Sektionen (für den Sprengel eines oder mehrerer Gerichtshöfe erster Instanz, sowie die Höchstgerichte und Verwaltungsgerichte) wahr. Fachgruppen beschäftigen sich mit speziellen Rechtsgebieten, im Besonderen mit der Begutachtung von Gesetzesentwürfen und der richterlichen Fortbildung.
Im Rahmen der Hauptversammlung am 26. November 2015 wurden die Satzungen der Vereinigung geändert, indem eine Sektion „Verwaltungsgerichte“ gegründet und der Vorstand um ein Mitglied aus dem Bereich der Verwaltungsgerichtsbarkeit erweitert wurde, um den Richterinnen und Richtern des Bundesverwaltungs- und des Bundesfinanzgerichtes, sowie der Landesverwaltungsgerichte die Möglichkeit zu bieten ihre Interessen innerhalb der Vereinigung besser zu vertreten.
Das 2021 wiedergewählte Präsidium besteht aus der Präsidentin, Sabine Matejka, sowie den drei Vizepräsidenten, Gernot Kanduth, Harald Wagner und Yvonne Summer. Im Februar 2022 hatte der Verein etwa 3000 Mitglieder. Ab 1. September 2023 übernahm der bisherige Vizepräsident, Gernot Kanduth, die Funktion des Präsidenten, da Sabine Matejka ihr Amt zurücklegte.
Die Vereinigung der österreichischen Richterinnen und Richter gibt in Gemeinschaft mit der Vereinigung österreichischer Staatsanwältinnen und Staatsanwälte und der Bundesvertretung Richter und Staatsanwälte in der Gewerkschaft öffentlicher Dienst die Österreichische Richterzeitung heraus, die 10-mal jährlich erscheint, und veranstaltet alle vier Jahre den Richtertag, der sich mit grundsätzlichen Fragen des Rechtsstaates, der Gerichtsbarkeit oder der Richterschaft befasst. Der letzte Richtertag fand im November 2021 in Linz unter dem Titel „Selbstbild – Fremdbild – Wunschbild RichterInnen im Spiegel“ statt. Sie erstattet Vorschläge und Gutachten an Gesetzgebung und Vollziehung und nimmt zu Fragen der Praxis Stellung.

## Ziele
Satzungsmäßiger Zweck ist:
- die Hebung und Förderung der Rechtspflege und Rechtsstaatlichkeit Österreichs
- die Wahrung und Stärkung der richterlichen Unabhängigkeit
- die Förderung gerichtsorganisatorischer Reformen zur Gewährleistung einer den modernen Gegebenheiten Rechnung tragenden  Rechtspflege
- die Unterstützung und Vertretung der ideellen, materiellen und sozialen Interessen der Richterschaft

## Geschichte
Im Schwurgerichtssaal des Landesgerichtes für Strafsachen Wien fand am 17. März 1907 die konstituierende Versammlung unter reger Anteilnahme von Richtern und staatsanwaltschaftlichen Beamten aus allen Teilen der österreichisch-ungarischen Monarchie statt.
Die „Hebung und Förderung der Rechtspflege und des Richterstandes“ war der allgemeine Zweck der Vereinigung.
Leo Elsner, der erste Präsident der Vereinigung, bezeichnete die Vereinigung in seiner Begrüßungsrede als „Wächter der Unabhängigkeit der Richter“.
Im Mai 1907 versuchte der Justizminister Franz Klein Advokaten in den Obersten Gerichtshof zu übernehmen. Aufgrund des vehementen Widerstandes und Protestes der Vereinigung unterblieben derartige Ernennungen.
Beginnend mit Juli 1907 wurden regelmäßig „Mitteilungen der Vereinigung österreichischer Richter“ herausgegeben. Diese erscheinen seit 1904 als „Österreichische Richterzeitung“. Mit der Herausgabe der Zeitschrift stand ein schlagkräftiges Instrument zur Verfügung, welches zur Artikulierung der längerfristigen Ziele und dringenden Anliegen der Vereinigung diente.
Am 8. Dezember 1907 fand die erste Generalversammlung statt und verzeichnete die Vereinigung rund 2000 Mitglieder.
Die Vereinigung zählte 1911 mehr als 3000 Mitglieder.
Der Kriegsausbruch im Jahr 1914 führte aus Kostengründen zu einer deutlichen Reduzierung des Umfanges der Richterzeitung, wodurch ihr Erscheinen während des gesamten Ersten Weltkrieges ohne Unterbrechung gewährleistet werden konnte. Kriegsbedingt verlagerte sich der inhaltliche Schwerpunkt auf Beiträge über die schlechte materielle Lage der Richter. Schließlich wurde die Richterzeitung im November 1918 in „Deutsch-Österreichische Richterzeitung“ umbenannt.
An der Richtervereinigung ging der Zusammenbruch der Habsburger Monarchie nicht spurlos vorbei. Für eine Reduzierung des Wirkungsgebietes auf die neu entstehende Republik Deutsch-Österreich sorgte die Entstehung eigenständiger Staaten auf dem Gebiet des „alten“ Österreichs. Damit verbunden war auch eine drastische Verringerung der Mitgliederzahl innerhalb der Richtervereinigung. Dies bedeutete eine deutliche Verknappung der finanziellen Mittel durch den Rückgang der Mitgliedsbeiträge.
Die Umbenennung der Richtervereinigung in „Vereinigung der deutsch-österreichischen Richter“ erfolgte am 30. Oktober 1918. Dies entsprach der damaligen politischen Ausrichtung und dem allgemein in den Jahren 1918 bis 1919 herrschenden Trend nach einem Anschluss an Deutschland. Die „Rechtsvereinigung mit dem Deutschen Reiche“ sollte vorangetrieben werden und wollte man sich nunmehr der „Pflege deutschen Richtergeistes“  widmen.
Die folgenden Jahre waren geprägt von Reformen im Bereich des Gerichtswesens und Verschiebungen von Zuständigkeiten bis hin zu einer angedachten Zusammenlegung von allen Obersten Gerichtshöfen (OGH, VfGH, VwGH). Diese Zusammenlegung konnte erst nach heftigen Protesten der Richtervereinigung verhindert werden. Des Weiteren war die Zeit geprägt von einem ständigen Kampf der Richtervereinigung, um eine Verbesserung des Dienst- und Bezügerechtes der Richter, welches ihrer staatsrechtlichen Stellung, der Eigenart ihres Dienstes und den Bedürfnissen der Rechtspflege entsprechen sollte.
Die Richtervereinigung war in den politisch turbulenten Jahren der Ersten Republik mehrfach gefordert, ihre weltanschauliche Position zu kommunizieren. Sie musste sich auch gegen Angriffe von Vertretern extremer politischer Auffassungen, sowohl links, wie auch – vor allem in späteren Jahren – von rechts wehren. Bereits 1920 wurde eine Erklärung veröffentlicht, in der sich die Vereinigung gegen anonyme Leserbriefe antisemitischen Inhaltes verwehrte, welche offenbar den Eindruck erweckten, sie wären die offizielle Meinung der gesamten Richterschaft.
Die Vereinigung, deren weltanschauliche Ausrichtung großdeutsch war und die immer noch „Vereinigung der deutschösterreichischen Richter“ hieß, beschloss im Jahr 1922 dem Deutschen Richterbund beizutreten. Dieser lehnte den Beitritt jedoch „mit Rücksicht auf die außenpolitische Lage Deutschlands“ ab.
Die Vereinigung änderte im Jahr 1925 ihren Namen auf „Vereinigung der österreichischen Richter“. Seit diesem Zeitpunkt hieß ihr Presseorgan „Österreichische Richterzeitung“.
Ein einschneidendes Ereignis stellte der Brand des Justizpalastes im Jahr 1927 dar.
Im Jahr 1934 wurden nach der Errichtung des Ständestaates die Standesaufgaben auf die neu gegründete „Kameradschaft der Richter und Staatsanwälte“ übertragen und musste die Österreichische Richtervereinigung diese Ziele aus ihren Statuten streichen. Von diesem Zeitpunkt an hatte sie sich auf die kulturellen und sozialen Anliegen des Richterstandes zu konzentrieren.
Im März 1938 trug die (vorerst letzte) Ausgabe der Richterzeitung zwar noch den Titel „Österreichische Richterzeitung“, trug aber bereits den Untertitel „Organ der Fachgruppe Richter und Staatsanwälte im Nationalsozialistischen Rechtswahrerbund“ (NSRB).
Es erfolgte eine Überleitung der vormaligen „Kameradschaft der Österreichischen Richter und Staatsanwälte“ in den NSRB. Die Österreichische Richtervereinigung hörte auf zu existieren. Schon am 16. März 1938 wurde Hans Mann von der Landesführung Österreich des Nationalsozialistischen Rechtswahrerbundes zum kommissarischen Leiter der juristischen Vereinigungen und Verbände bestellt. Formell wurde die Auflösung der Österreichischen Richtervereinigung jedoch erst im August 1938 verfügt und zog sich die Abwicklung bis Anfang 1939 hin.
Bemühungen um die Wiedererrichtung der Richtervereinigung scheiterten in den Jahren 1945/46. Zwei Jahre später, wurde der Verein zu neuem Leben erweckt und fand am 8. Juni 1948 die erste Hauptversammlung der Vereinigung der österreichischen Richter seit über zehn Jahren statt. Wilhelm Malaniuk wurde 1948 erster Obmann der österreichischen Richtervereinigung. Die Richtervereinigung führte zunächst ein Schattendasein, da die ausschließliche Standesvertretung durch die Gewerkschaftsektion erfolgte. Nach einer, wenn auch nur vorübergehenden, Spaltung von Gewerkschaftsektion und Richtervereinigung ab 1950 entwickelte sich die Richtervereinigung im Laufe der nächsten Jahre wieder zu einer Standesorganisation. Sie war auch auf internationaler Ebene aktiv und organisierte unter anderem die Gründungstagung der internationalen Richtervereinigung 1953.
Die „Österreichische Richterzeitung“ erschien mit November 1954 wieder. Die Richtervereinigung in Gemeinschaft mit der Bundessektion Richter und Staatsanwälte in der GÖD fungierte als Eigentümer und Herausgeber und war dies auch als Zeichen der Aussöhnung der beiden Standesorganisationen zu sehen.
Anlässlich des Richtertages im Jahr 1982, der unter dem Leitthema: „Die Aufgabe des Richters in einer pluralistischen Gesellschaft“ in Salzburg abgehalten wurde, verabschiedete die Richtervereinigung die „Salzburger Beschlüsse“.
Das war eine Resolution, die den Richtern empfahl, während des aktiven Dienstes keiner parteipolitischen Betätigung nachzugehen und eine Mitgliedschaft bei den politischen Parteien zu meiden. Die „Salzburger Beschlüsse“ lösten Kritik und Diskussionen aus, stellen aber letztendlich bis heute einen wesentlichen Grundpfeiler der Haltung und Einstellung der Richtervereinigung dar.
Anlässlich ihrer Hauptversammlung im Jahr 2007 – die dem hundertjährigen Jubiläum gewidmet war – verabschiedete die Richtervereinigung in konsequenter Weiterentwicklung der Salzburger Beschlüsse eine seit 2003 unter Einbindung eines Großteils der österreichischen Richter erarbeitete Ethikerklärung.
Diese bildet seither als „Welser Erklärung“ einen wesentlichen Bestandteil in der Ausbildung des richterlichen Nachwuchses und ist auch in Nachbarländern Vorbild bei der Entwicklung und Erarbeitung ethischer Richtlinien für Richter.

### Präsidenten
- 1907–1913: Leo Elsner
- 1913–1914: Friedrich Hruza
- 1914–1923: Friedrich von Engel
- 1923–1929: Ernst Ganzwohl
- 1929–1934: Friedrich Aichinger
- 1934–1937: Philipp Hotter
- 1937–1938: Oskar Stritzl
- 1948–1951: Wilhelm Malaniuk
- 1951–1957: Karl Wahle
- 1957–1972: Heinrich Bröll
- 1972–1975: Walter Schragel
- 1975–1983: Udo Jesionek
- 1983–1992: Ernst Markel
- 1992–1998: Josef Klingler[6]
- 1998–2007: Barbara Helige[7][8]
- 2007–2017: Werner Zinkl[9]
- 2017–2023: Sabine Matejka[9][10]
- seit 1. September 2023: Gernot Kanduth (Vizepräsident)[10]